# 毛染め
毛染め（けぞめ）とは、毛を染色する（染める）こと。染毛（せんもう）とも言う。

## 種類
- 人間の毛
  - 髪の毛（頭髪）→染髪（染毛）・ヘアカラーリング剤
  - 眉毛
  - 髭
  - 無駄毛
  - 陰毛
- 人間以外の動物の毛
  - ウール（ヒツジの毛）
  - など
- 人工の毛
- 被服に使われる毛；素材